# Rustica
Pour les articles homonymes, voir Rusticus, rustica, rusticum.
Rustica est un magazine hebdomadaire français de jardinage fondé en 1928 et édité par le groupe de médias franco-belge Média-Participations.

## Histoire
En 1880, Charles Huon de Penanster, homme politique de Lannion rachète Le Petit Écho de la Mode. Après sa mort, en 1901, sa femme Claire et son fils Charles-Albert Huon de Penanster poursuivent l'animation de la revue. Charles-Albert meurt à son tout en 1923. C'est au fils de celui-ci, Charles-Marie Huon de Penanster, que revient la création de Rustica. Charles-Marie, né en 1904, n'a que 19 ans lorsque son père meurt. Charles est un rural, connaisseur en chevaux et qui envisage une carrière dans les haras. Mais à la mort de son père il prend la responsabilité des éditions de Montsouris. Il constate qu'il n'existe pas de magazine pour le monde rural, en dehors des magazines professionnels pour les paysans, et décide de créer Rustica.
À sa création, le magazine était consacré à la campagne, c'était la « Revue universelle de la campagne ». Il est devenu un magazine de référence dans le domaine du jardinage, en gardant une place aux autres fondamentaux de la revue : les animaux domestiques, la cuisine, la maison au sens large, le bien-être et le tourisme. Il a été racheté par la maison d'édition Dargaud, elle-même rachetée par Média participations en 1988. Rustica est toujours le seul magazine hebdomadaire français de jardinage.
Son rédacteur en chef a longtemps été Nicolas le Jardinier. L'actuel directeur de la rédaction est Alain Delavie (depuis 2016), précédé par Martine Gérardin (2015-2011), Janine Dorbeaux (2011-1994), Bruno Vaesken (1994-1978).
Georges Wolinski y a publié ses premiers dessins en 1958 . Puis le dessinateur Dom y a publié une bande dessinée dont le héros est un chat nommé Rustichat, qui a donné lieu à trois albums édité par les éditions Rustica.

En 1998, la ligne éditoriale du magazine est orientée sur le jardinage, en privilégiant les conseils pratiques et le faire soi-même. À partir de l'an 2000, le magazine prône des pratiques de jardinage au naturel. En 2013, une version relookée du magazine paraît. Puis en mars 2018, le groupe Rustica S.A., qui édite Rustica, mais également les trimestriels Rustica Pratique et Rustica Les Essentiels, ainsi que la revue mensuelle Système D, change de nom pour Cambium Media, restant toutefois filiale de Media Participations.
En septembre 2021, le groupe Cambium Media lance le titre Rustica Junior à destination des enfants de 7 à 12 ans. En avril 2022, le groupe poursuit la déclinaison de sa gamme avec Rustica Jeux, un magazine destiné aux cruciverbistes.
Rustica est également présent sur les réseaux sociaux et notamment Youtube, Facebook, Instagram et Pinterest